# Congressional Quarterly

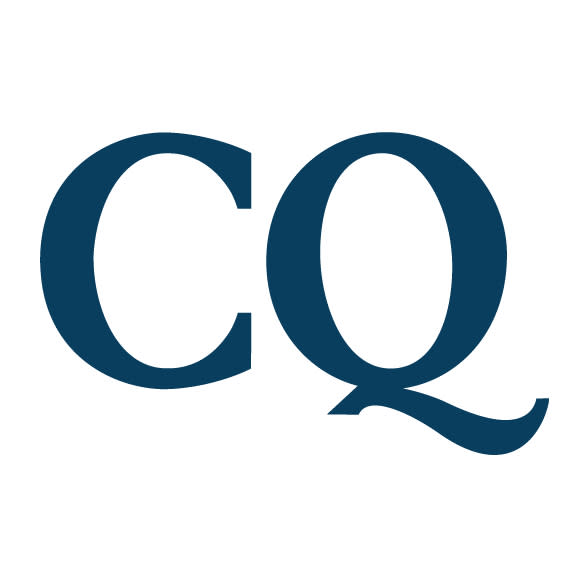
Logo de Congressional Quarterly

Congressional Quarterly (CQ) est un ensemble de publications ayant principalement trait au Congrès des États-Unis. 
Créé en 1945 sous l'impulsion de Nelson Poynter et de sa femme, Henrietta Poynter, ces publications ambitionnaient de créer des contacts entre les journaux et la nébuleuse des institutions politiques située à Washington (district de Columbia).